# Кинокамера
Кинокамерата или филмовата камера е фотографска техника, която се използва в киното, за да се заснеме филм.
Разработени са в началото на XX век. Първият заснет филм е черно-бял и без звук. С развитието на технологиите започват да се снимат цветни филми и със звук. Може да се слага на статив или да се държи в ръце.